# Місто янголів
«Місто янголів» (англ. «City of Angels») — американська драма, є рімейком відомого фільму режисера Віма Вендерса «Небо над Берліном».

## Сюжет
Сет Плейд (Ніколас Кейдж) — янгол, посланник Бога, що приходить на Землю за вмираючими. Він не знає страху, голоду, болю, але і всіх приємних відчуттів, пов'язаних із земними почуттями смертних. Побачивши за операційним столом хірурга (Мег Райян), він закохується, але щоб була реалізована земна любов, йому необхідно відмовитися від безсмертя, божественної музики на світанку й на заході… Екс-янгол, що перебуває на лікуванні в тій же лікарні Натаніель Месінгер (Денніс Франц), розповів, як перетворитися в людину, і Сет пройшов через це випробування, тому що він кохав і був коханим. Після лиш однієї ночі найвищого щастя і для неї, і для нього, вона їде на велосипеді по ранковій лісовій дорозі, залишаючи збоку чарівне озеро Тахо, замруживши очі й підставивши себе сонячному промінню. А збоку на дорогу виїжджає лісовоз, і в будинку, де її чекає Сет, гасне свічка. Він встигає до неї, але вона вмирає в нього на руках… Попри те, що щастя їх було настільки швидкоплинне, він анітрохи не жалкує, що відмовився від безсмертя. Вони вже ніколи не зможуть розчаруватися у своєму коханні, таке почуття не вмирає…

## У ролях
- Ніколас Кейдж — Сет
- Мег Райян — Меггі Райс
- Андре Брауер — Кассель
- Колм Фіоре — Джордан Ферріс
- Денніс Франц — Натаніель Мессінгер
- Джоанна Мерлін — Тереза Мессінгер
- Робін Бартлетт — Енн

## Нагороди і номінації
- 1999— номінація на премію «Сатурн» у категоріях, «Найкращий фантастичний фільм», «Найкраща актриса» (Мег Райян), «Найкращий актор другого плану» (Денніс Франц)
- 1999— номінація на премію «MTV Movie Awards» у категоріях «Найкращий пісня до фільму» («Iris», від «Goo Goo Dolls»), «Найкращий пара на екрані» (Ніколас Кейдж і Мег Райян)
- 1999— номінація на премію «Греммі» в категоріях «Найкраща інструментальна композиція, написана для кіно-, або телефільму» (Габрієль Яред), «Найкраща пісня, написана для кіно-, або телефільму» («Uninvited» від Аланіс Морріссет)
- 1999— номінація на премію «Золотий глобус» у категорії «Найкраща оригінальна пісня до фільму» («Uninvited» від Аланіс Морріссет)